# Кубок Азербайджану з футболу 1997—1998
Кубок Азербайджану з футболу 1997–1998 — 7-й розіграш кубкового футбольного турніру в Азербайджані. Переможцем втретє став Кяпаз.

## Чвертьфінали
| Команда 1       | Заг. | Команда 2       | 1-й матч | 2-й матч |
| --------------- | ---- | --------------- | -------- | -------- |
| ОІК             | 2:3  | Нефтчі (Баку)   | 1:1      | 1:2      |
| Кяпаз           | 3:1  | Бакили          | 0:0      | 3:1      |
| Карабах (Барда) | -:+  | Кюр-Нур         | -:-      | -:-      |
| Динамо (Баку)   | 0:2  | Карабах (Агдам) | 0:0      | 0:2      |

## Півфінали
| Команда 1     | Заг. | Команда 2       | 1-й матч | 2-й матч |
| ------------- | ---- | --------------- | -------- | -------- |
| Нефтчі (Баку) | 2:4  | Кяпаз           | 1:2      | 1:2      |
| Кюр-Нур       | 1:3  | Карабах (Агдам) | 1:2      | 0:1      |

## Фінал
| 28 травня 1998 |

| Кяпаз                     | 2:0 | Карабах (Агдам) |
| ------------------------- | --- | --------------- |
| Кварацхелія 21' Алієв 52' |     |                 |

| Республіканський стадіон імені Тофіка Бахрамова, Баку Глядачів: 5 500 |